# Сакаса Сарриа, Роберто
Роберто Сакаса-и-Саррия (исп. Roberto Sacasa y Sarria, родился 27 февраля 1840 в городе Эль-Вьехо, Никарагуа, умер 2 июля 1896 в городе Манагуа, Никарагуа) — никарагуанский врач и политический деятель, президент Никарагуа в 1889—1891 и 1891—1893 годах.
Роберто занимал пост президента Никарагуа дважды — во время Тридцатилетия консервативного правительства. Первый раз — между 5 августа 1889 года и 1 января в 1891 года, — когда был приведён к присяге, чтобы завершить конституционный мандат президента Эваристо Карасо, который умер до завершения своего четырёхлетнего президентского срока. В конце периода решил выдвинуть свою кандидатуру на переизбрание, но Конституция прямо запрещала Роберто Сакасе переизбираться. Тогда Сакаса передал на короткое время президентские полномочия подставному малоизвестному политику Игнасио Чавесу Лопесу, а сам баллотировался от консервативной партии. В 1891 году Роберто выиграл выборы и стал президентом на период 1891 - 1895 годы, но это вызвало большое недовольство внутри его собственной партии и со стороны либеральной оппозиции.
Оппозиция становилась всё более радикально настроенной, и 28 апреля 1893 года вспыхнуло восстание в Гранаде, которое поддержали и либералы. Восставшие заняли Масаю и двинулись на Манагуа. При Ла-Барранке повстанцы разбили правительственные войска. 1 июня Роберто Сакаса-и-Саррия был вынужден уступить власть временной хунте под руководством сенатора Сальвадора Мачадо. С отставкой Сакасы закончилась историческая эпоха, известная под названием Тридцатилетие консервативных правительств, — идеализированная позже историками как период большой политической стабильности и экономического развития.
На самом деле это было время, когда преобладала дискриминация и изоляция большинства слоёв населения, так как Конституцией тех лет было предусмотрено, что избирать и быть избранными на государственные должности могут только те, кто имеет определённый капитал. Кроме того, в течение этих тридцати лет, шесть президентов, которым удалось мирно передать власть, были связаны узами родства или семейства.

## Семья
Находился в родстве с другими президентами Никарагуа: Сильвестре Сельвой Сакасой и Бенхамином Лакайо Сакасой. Кроме того, его сыном был президент Хуан Баутиста Сакаса.
Среди потомков Сакасы-и-Саррии — через его дочь Касимиру Сакасу Сакасу, вышедшею замуж за доктора Луиса Генри Дебайле Паллаиса, — были президенты Никарагуа Луис Сомоса Дебайле и Анастасио Сомоса Дебайле (дети его внучки Салвадоры Дебайле Сакасы и Анастасио Сомоса Гарсиа) и бывшая первая леди (жена Анастасио Сомоса Дебайле) — Хоуп Портокарреро (дочь его внучки Бланки Дебайле Сакасы).